# Стрільба на літніх Олімпійських іграх 2016 — дубль-трап (чоловіки)
Змагання зі стендової стрільби в дисципліні дубль-трап серед чоловіків на літніх Олімпійських іграх 2016 року пройшли 10 серпня на Національному стрілецькому центрі Ріо. У змаганнях взяли участь 22 спортсмени.

## Розклад змагань
Час - (EEST)
| Дата      | Час   | Раунд               |
| --------- | ----- | ------------------- |
| 10 серпня | 15:00 | Кваліфікація        |
| 10 серпня | 21:00 | Півфінал            |
| 10 серпня | 21:15 | Матч за третє місце |
| 10 серпня | 21:25 | Фінал               |

## Призери
| Золото                  | Срібло                | Бронза             |
| Фехаїд Аль-Діхані (IOA) | Марко Інноченті (ITA) | Стівен Скотт (GBR) |

## Зміни у форматі
В січні 2013 року Міжнародна федерація спортивної стрільби прийняла нові правила проведення змагань на 2013—2016 роки, які, зокрема, змінили порядок проведення фіналів. Спортсменки, що пройшли до фіналу, тепер розпочинають вирішальний раунд без очок, набраних у кваліфікації. У стендовій стрільбі з'явився півфінальний раунд, за підсумками якого два стрільці, які показали найкращий результат, виходять до фіналу, де визначають володаря золотої медалі. За бронзову медаль продовжують боротьбу стрільці, які показали за підсумками півфіналу третій і четвертий результат.

## Змагання

### Кваліфікація
| Місце | Спортсмен         | Країна                             | 1  | 2  | 3  | 4  | 5  | Всього | QS-off | Нотатки |
| ----- | ----------------- | ---------------------------------- | -- | -- | -- | -- | -- | ------ | ------ | ------- |
| 1     | Андреас Льов      | Німеччина (GER)                    | 29 | 27 | 28 | 28 | 28 | 140    |        | Q, ОР   |
| 2     | Джеймс Віллет     | Австралія (AUS)                    | 30 | 24 | 30 | 29 | 27 | 140    |        | Q, ОР   |
| 3     | Тімоті Ніл        | Велика Британія (GBR)              | 28 | 27 | 29 | 30 | 25 | 139    |        | Q       |
| 4     | Стівен Скотт      | Велика Британія (GBR)              | 28 | 25 | 27 | 29 | 29 | 138    |        | Q       |
| 5     | Марко Інноченті   | Італія (ITA)                       | 28 | 28 | 30 | 26 | 24 | 136    |        | Q       |
| 6     | Фехаїд Аль-Діхані | Незалежні олімпійські атлети (IOA) | 27 | 24 | 28 | 27 | 29 | 135    | +12    | Q       |
| 7     | Джошуа Річмонд    | США (USA)                          | 27 | 27 | 23 | 29 | 29 | 135    | +11    |         |
| 8     | Ху Біньюань       | Китай (CHN)                        | 26 | 23 | 28 | 29 | 29 | 135    | +7     |         |
| 9     | Халед Аль-Каабі   | Об'єднані Арабські Емірати (UAE)   | 27 | 28 | 25 | 25 | 29 | 134    |        |         |
| 10    | Енріке Брол       | Гватемала (GUA)                    | 25 | 25 | 27 | 28 | 28 | 133    |        |         |
| 11    | Віталій Фокеєв    | Росія (RUS)                        | 27 | 25 | 27 | 27 | 27 | 133    |        |         |
| 12    | Пан Цян           | Китай (CHN)                        | 28 | 28 | 29 | 24 | 24 | 133    |        |         |
| 13    | Василь Мосін      | Росія (RUS)                        | 26 | 23 | 26 | 29 | 28 | 132    |        |         |
| 14    | Ґленн Еллер       | США (USA)                          | 24 | 27 | 26 | 26 | 28 | 131    |        |         |
| 15    | Ахмад Аль-Афасі   | Незалежні олімпійські атлети (IOA) | 24 | 26 | 27 | 26 | 25 | 128    |        |         |
| 16    | Антоніо Барілья   | Італія (ITA)                       | 25 | 25 | 25 | 27 | 23 | 125    |        |         |
| 17    | Вільям Четкуті    | Мальта (MLT)                       | 22 | 25 | 24 | 26 | 26 | 125    |        |         |
| 18    | Гокан Далбі       | Швеція (SWE)                       | 26 | 24 | 24 | 25 | 22 | 125    |        |         |
| 19    | Сін Ніколсон      | Зімбабве (ZIM)                     | 24 | 23 | 24 | 24 | 24 | 119    |        |         |
| 20    | Гелберт Брол      | Гватемала (GUA)                    | 22 | 24 | 21 | 26 | 24 | 116    |        |         |
| 21    | Мохамед Рамах     | Марокко (MAR)                      | 23 | 18 | 28 | 22 | 24 | 115    |        |         |
| 22    | Пауло Райхардт    | Парагвай (PAR)                     | 25 | 23 | 17 | 19 | 22 | 106    |        |         |

### Півфінал
| Місце | Спортсмен         | Країна                             | Загалом | Перестрілка | Нотатки        |
| ----- | ----------------- | ---------------------------------- | ------- | ----------- | -------------- |
| 1     | Фехаїд Аль-Діхані | Незалежні олімпійські атлети (IOA) | 28      |             | Матч за золото |
| 2     | Марко Інноченті   | Італія (ITA)                       | 27      |             | Матч за золото |
| 3     | Тімоті Ніл        | Велика Британія (GBR)              | 26      | +2          | Матч за бронзу |
| 4     | Стівен Скотт      | Велика Британія (GBR)              | 26      | +2          | Матч за бронзу |
| 5     | Джеймс Віллет     | Австралія (AUS)                    | 26      | +1          |                |
| 6     | Андреас Льов      | Німеччина (GER)                    | 25      |             |                |

### Фінал
| Місце | Спортсмен         | Країна                             | Загалом | Пере-стрілка | Нотатки |
| ----- | ----------------- | ---------------------------------- | ------- | ------------ | ------- |
| 1     | Фехаїд Аль-Діхані | Незалежні олімпійські атлети (IOA) | 26      |              |         |
| 2     | Марко Інноченті   | Італія (ITA)                       | 24      |              |         |
| 3     | Стівен Скотт      | Велика Британія (GBR)              | 30      |              |         |
| 4     | Тімоті Ніл        | Велика Британія (GBR)              | 28      |              |         |